# Akcelerometr

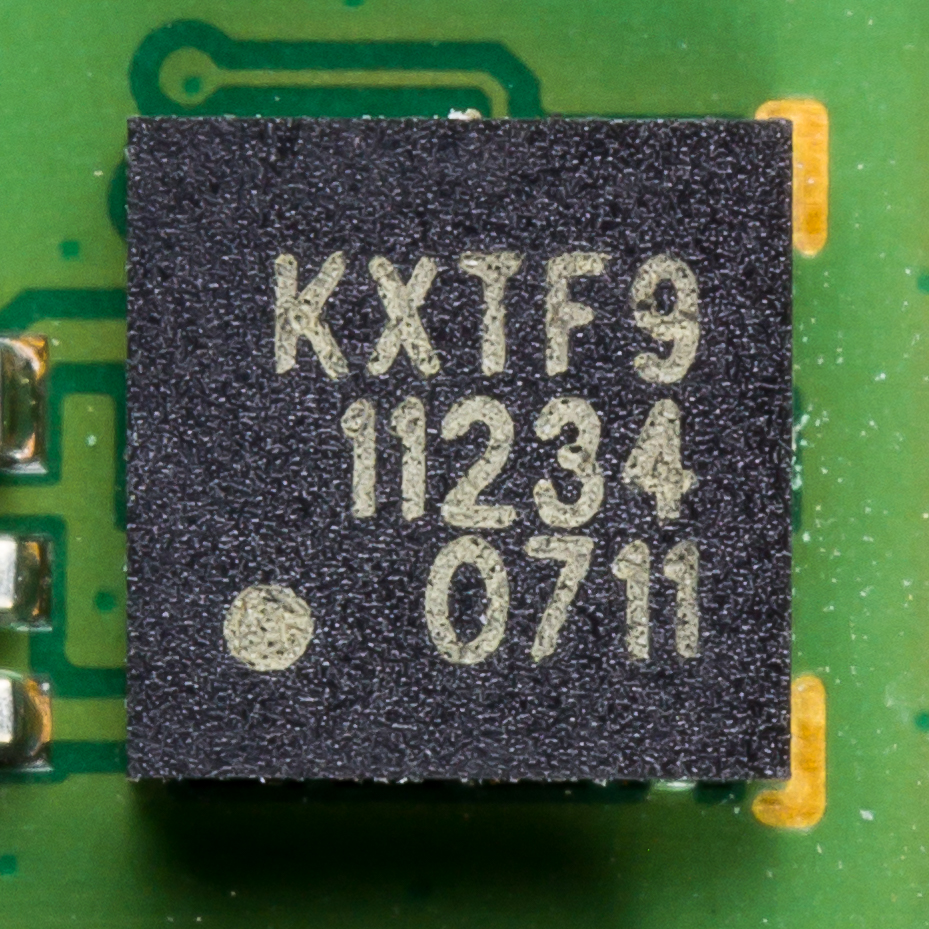
Digitální akcelerometr v tabletu

Akcelerometr je součástka nebo přístroj měřící zrychlení, a to jak posuvné, tak rotační.

## Využití
Akcelerometry se používají v moderní elektronice například pro detekci orientace (pro překlápění obrazu v mobilních zařízeních), v herních ovladačích (ke zjištění orientace ovladače), ve stabilizátorech obrazu ve fotoaparátech či ke zjištění vibrací nebo pádu určité věci (u pevných disků například k bezpečnému zaparkování čtecích hlav před samotným dopadem).

## Rotační akcelerometr
Rotační akcelerometry mají v praxi svá nezastupitelná uplatnění.